# سايلنت هيل هومكومينج
سيلنت هيل: العودة للديار (بالإنجليزية: Silent Hill: Homecoming)، هي لعبة فيديو من نوع رعب البقاء من تطوير Double Helix Games ومن إنتاج وتوزيع شركة كونامي اليابانية على أجهزة بلاي ستيشن 3، إكس بوكس 360 وعلى جهاز الحاسوب.

اللعبة تنتمي إلى سلسلة العاب سايلنت هيل المشهورة.

## القصة
مباشرة بعد خروجه من المستشفى بعد شفاءه من اصابات بليغة تعرض لها في ساحة الحرب يعود Alex Shepherd
إلى دياره من اجل البحث عن اخيه المختفي، وسيقوده بحثه إلى قريته في إنجلترا الجديدة ثم سينتهي به المطاف في مدينة الضباب Silent Hill ويجد في المستشفى احداث مرعبة كقتل طفل وخنق طفل اخر واغراق اخر وسيكتشف فيما بعد أن الأطفال قد تم التضحية بهم في الحرب ومن قام بتعذيبهم وخنقهم في المشفى هم أباؤهم والاطفال في اللعبة سيقومون بالانتقام منهم و يظهرون على هيئة وحوش غاضبة وأنت في اللعبة مهمتك قتلهم واعادة جوشوا وهو اخوك الذي ضحيت به وتبحث عنه لتجد في النهاية ان من قام بتحريكك في بداية اللعبة هو والدك لينتقم منك ويغرقك في النهاية.

## طريقة اللعب
الماضي العسكري لبطل اللعبة كان له دور كبير في بناء القصة وتطور الاحداث.

نظام القتال عرف تحسينات مهمة مع ادخال حركات هجومية ودفاعية جديدة كحركات تجنب الاعداء.إضافة إلى حضور مجموعة من الالغاز مع تطور اللعبة.

 الجرافيزم فقد عرف هو الآخر تحسينات كبيرة مستفيدا من قوة أجهزة الجيل الجديد، فاللعبة تعتمد على المحرك الفيزيائي هافوك (Havok Game Dynamics SDK)مما يجعل كل الاشياء كالجثت والاثات خاضعة لقوانين الفيزياء..

الانتقال من العالم الحقيقي إلى العالم البديل التي عرفت به اللعبة فقد تم تطويره بحيث أصبح يحدث انيا كما في الفيلم المقتبس من اللعبة.

اما الذكاء الاصطناعي فقدأصبح أكثر تطورا.

## التطوير
اللعبة تم تطويرها من طرف الأستوديو الأمريكي Double Helix Games تحت إدارة كونامي.

لقد حاول المطورون في هذا الجزء خلق أجواء قريبة من الجزء الثاني للعبة (Silent Hill 2) عن طريق اعتماد قصة مستقلة عن الأجزاء السابقة.
كما أن تأثير فيلم سلم يعقوب بدا ظاهرا جدا في هذا الجزء كما هو الشأن في باقي أجزاء السلسلة.

## الموسيقى
الموسيقى هي من تأليف أكيرا ياماوكا الذي قام أيضا بتأليف موسيقى جميع أجزاء السلسلة، وهذه لائحة الأغاني التي تم اعتمادها في هذا الجزء.
1. One More Soul To The Cal
2. Mr. JOY
3. Cold Blood
4. The Terminal
5. Elle Theme
6. 4 Pattern
7. Snow Flower
8. Attitude #70
9. egards
10. Total Invasion
11. The Real Love
12. Voodoo Girl
13. Living In Fear
14. Dreams Of Leaving
15. Who Knows
16. Slave 2 Death
17. Dead Monks
18. Alex Theme

## روابط خارجية
- سايلنت هيل هومكومينج على موقع IMDb (الإنجليزية)